# Джош Дубові
Джош Дубові (англ. Josh Dubovie, 27 листопада 1990, Лендон, Ессекс) — британський співак. Учасник від Великої Британії на пісенному конкурсі Євробачення 2010 в Осло із піснею «That Sounds Good To Me».
Джош Дубові ще у школі відвідував театральний гурток і в 9 років вперше виступив на сцені. Коли йому виповнилось 15, отримав роль в музичній постановці «Les Miserables» за однойменним романом «Знедолені» Віктора Гюго. Після успішного виступу почав брати участь як самостійний вокаліст у різних фестивалях, спортивних заходах та благодійних концертах.
У 2010 році за результатами національного відбору «Eurovision: Your Country Needs You!» обраний представляти Велику Британію на конкурсі Євробачення з піснею «That Sounds Good To Me», написаною спеціально для конкурсу Пітом Вотерманом та Майком Стоком. Оскільки Велика Британія — одна з країн-засновниць конкурсу, Джош Дубові автоматично вийшов у фінал.